# Léon H. Dupriez
Pour les articles homonymes, voir Dupriez.
Léon H. Dupriez (1901- 1986) est un économiste belge, professeur à l'Université catholique de Louvain de 1930 à 1972. De 1925 à 1928, il a travaillé à la Banque nationale de Belgique. Il a reçu le prix Francqui en 1948. Le professeur Dupriez a  exercé  un rôle majeur  au sein de la section économie de l'université de Louvain où un bâtiment de la Faculté des sciences économiques, sociales et politiques de l'Université catholique de Louvain porte son nom.
Dupriez a eu aussi une forte influence sur la politique économique belge. Il y a joué un rôle important dans la dévaluation du franc belge en 1935 et dans la stabilisation monétaire en Belgique après la Seconde Guerre mondiale.

## Biographie
Dupriez est né à Louvain, de 1918 à 1919, il étudie à Harvard avant de revenir à l'Université catholique de Louvain où il obtient en 1924, un doctorat de Droit. À la suite de quoi il est de 1925 à 1928, attaché au Service d'études de la Banque Nationale de Belgique. Il quitte ce travail tout en restant, jusqu'en 1946, conseiller hors cadre de cet établissement pour devenir assistant de 1928 à 1930 à l'université de Louvain. Il obtient en 1930 un doctorat en sciences politique et sociale et devient professeur cette même année à Louvain.  Il fera toute sa carrière de 1930 à 1972 dans cette université où il enseignera la statistique générale, les mouvements économiques généraux, monnaie et crédit, théories monétaires, méthodes statistiques, philosophie économique, épistémologie économique. En 1948 il obtient le prix Francqui. La même année, il est élu correspondant de la Classe des Lettres de l'Académie Royale de Belgique. Il devient en 1954 Membre de la Classe des Lettres de l'Académie Royale de Belgique et directeur de sa classe en 1965.  Il est également membre correspondant de l'Institut de France. Il fut également vice-président de l'Association européenne des instituts de conjoncture économique (AIECE) crée en 1957.

## Influence de Dupriez à l'UCL et en Belgique

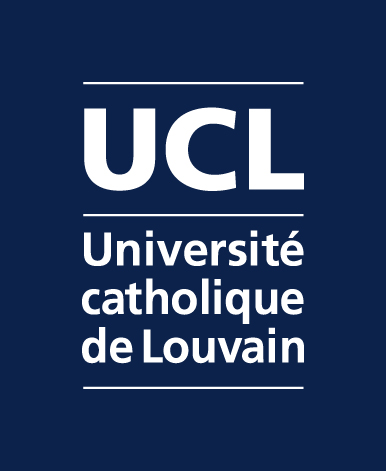
Logo de l'université catholique de Louvain où Dupriez a fait l'essentiel de sa carrière

Léon Dupriez avec Paul van Zeeland a participé en 1928 à la fondation de l'IRES (Institut de Recherche en Economie Sociale) de l'université de Louvain. Pour Fernand Herman un ancien étudiant de Louvain  qui a été affilié à l'IRES de 1953 à 1956, la méthode de cet institut  a été synthétisé par le premier livre de Léon Dupriez paru en 1930 : Les méthodes d'analyse de la conjoncture économique et leur application à 'économie belge depuis 1887. Il a alors contribué à bâtir une série d'indice sur les prix, les semi-produits etc. d'une façon générale, dans les années 1920 Dupriez a contribué à introduire « en Europe les méthodes statistiques d'analyse de la conjoncture mises au point à l'Université de Harvard » .
En 1935, il  tient un rôle important avec d'autres économistes de Louvain (Fernand Baudhuin et Paul van Zeeland notamment) dans la dévaluation belge de 1935. C'est en particulier lui qui avec Robert Triffin  calcule le taux de dévaluation en se basant non pas sur l'écart en le niveau des prix belges et étrangers mais sur le différentiel entre les prix, les coûts et les salaires belges et ceux de la Grande-Bretagne du fait de l'importance de la zone sterling pour le commerce extérieur belge.
Durant la Seconde Guerre mondiale, il anime une commission en qualité de conseiller de la Banque Nationale de Belgique qui élabore à partir de novembre 1941 « un ensemble coordonné de textes relatif à l'assainissement monétaire »qui sera repris après guerre par le gouvernement de Camille Gutt.
Selon Fernand Herman Dupriez a un  « souci scrupuleux de coller au réel, en améliorant la collecte des faits et en accumulant les données statistiques » qui « contraste singulièrement avec le schématisme abstrait qui caractérise les polémiques qu'entretiennent les économistes de l'époque sur les fameuses inégalités ex post ou ex ante entre l'épargne et l'investissement, entre la production et la consommation ». Son ouvrage de 1947 Des mouvements économiques généraux constitue selon Herman « une vaste construction théorique où se trouvent magistralement conciliés les schémas théoriques et l'observation des faits, l'explication monétaire et réelle, l'approche dynamique et statique ».

## Epistémologie de Dupriez
Selon le professeur Paul Mandy,  l'épistémologie de Dupriez repose sur sept piliers : 
- La science économique est une science sociale comportant des décisions humaines à finalités économiques.
- La science économique n'est pas normative, c'est une science sociale explicative sans aucun jugement de valeur.
- La science économique est à la fois déductive et inductive, et doit chercher la concordance entre ces deux aspects.
- L'explication, en science économique, cherche quelles sont les tendances induites par les actes en situation de déséquilibre. Sa forme d'abstraction est le marginalisme.
- L'explication économique  s'applique à tous les actes et toutes les institutions, dominés par des motivations économiques et inclus dans  l'interdépendance générale entre agents, secteurs, temps opératoires et espaces économiques.
- La monnaie n'est pas un fait extérieur à l'économie non soumis à l'interdépendance générale. Étant un bien comme n'importe quel autre bien ayant utilité et rareté, la monnaie doit être intégrée dans l'économie.
- Les interventions politiques, même si elles sont prises pour raisons purement politiques ou pour raisons éthiques, doivent respecter les exigences du fonctionnement du système économique si elles veulent être efficaces.

## Publications
- Les méthodes d'analyse de la conjoncture économique et leur application à l'économie belge depuis 1887.
- Les mouvements économiques généraux, 1947
- Philosophie des conjonctures économiques, 1959
- Diffusion du progrès et convergence des prix : études internationales, 2 vol., 1966, 1970 (en collaboration avec N. Bardos Feltoronyi, G. Szapary, J. P. Peemans)
- Principes et problèmes d’interprétation. Diffusion du progrès et convergence des prix, 1966
- Problèmes économiques contemporains, 1972
- La monnaie dans l’économie, 1976

- Collaboration à la Revue d'économie politique

## Distinctions et décorations
- Grand Officier de l'Ordre de Léopold
- Grand Officier de l'ordre du Mérite, Grand-Duché de Luxembourg
- Ordre du Mérite civil, médaille Dongbaeg, Corée

## Sources
- « Biographie succincte », dans Memorial Léon H. Dupriez, Louvain, Université catholique de Louvain Press, 2000
- Fernand Herman, « Hommage à l'IRES », dans Memorial Léon H.Dupriez, Louvain, Université catholique de Louvain Press, 2000.
- Paul Mandy, « Les sept piliers de la conception épistémologique de L.H. Dupriez », dans Memorial Léon H.Dupriez, Louvain, Université catholique de Louvain Press, 2000